# Cicinnocnemis
Cicinnocnemis is een geslacht van vlinders van de familie venstervlekjes (Thyrididae).

## Soorten
- C. cornuta (Holland, 1894)
- C. magnifica Alberti, 1957
- C. saphira Aurivillius, 1900